# Transformada de Radon

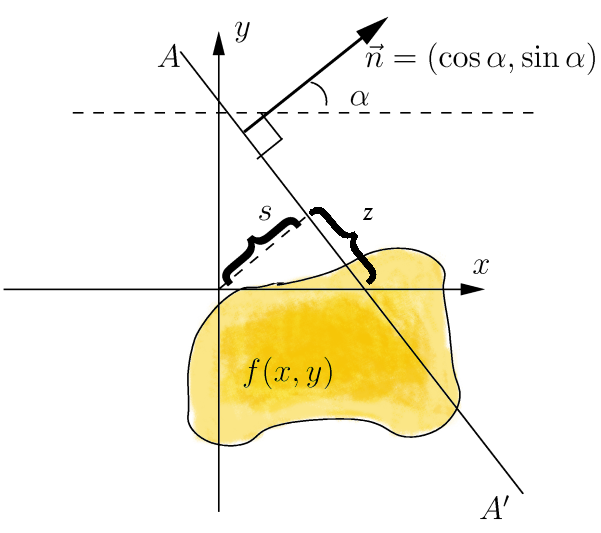
Transformada del Radon. Mapes f a (x, y)-domini a Rf a (α, s)-domini.

En matemàtiques, la transformada de Radon és la transformada integral que pren una funció f definida en el pla a una funció Rf definida en l'espai (bidimensional) de rectes del pla, el valor de les quals en una recta particular és igual a la integral de la recta de la funció sobre aquesta línia. La transformada va ser introduïda el 1917 per Johann Radon, que també va proporcionar una fórmula per a la transformada inversa. Radon va incloure, a més, fórmules per a la transformada en tres dimensions, en què l'integral es pren sobre els plans (la integració sobre línies es coneix com a transformada de raigs X). Més tard es va generalitzar a espais euclidians de dimensions superiors i, de manera més àmplia, en el context de la geometria integral. El complex anàleg de la transformada del Radon es coneix com a transformada de Penrose. La transformada de Radon és àmpliament aplicable a la tomografia, la creació d'una imatge a partir de les dades de projecció associades a les exploracions de secció transversal d'un objecte.

Transformada de Radon de la funció indicadora de dos quadrats que es mostra a la imatge següent. Les regions més clares indiquen valors de funció més grans. El negre indica zero.

## Explicació
Si una funció {\displaystyle f} representa una densitat desconeguda, llavors la transformada de Radon representa les dades de projecció obtingudes com a resultat d'una exploració tomogràfica. Per tant, la inversa de la transformada de Radon es pot utilitzar per reconstruir la densitat original a partir de les dades de projecció i, per tant, forma la base matemàtica per a la reconstrucció tomogràfica, també coneguda com a reconstrucció iterativa.

La funció original és igual a un a la regió blanca i zero a la regió fosca.

Les dades de transformada de Radon sovint s'anomenen sinograma perquè la transformada de Radon d'una font puntual descentrada és una sinusoide. En conseqüència, la transformada de Radon d'un nombre d'objectes petits apareix gràficament com un nombre d'ones sinusoïdals borroses amb diferents amplituds i fases.
La transformada de Radon és útil en tomografia axial computada (TAC), escàners de codis de barres, microscòpia electrònica d'assemblatges macromoleculars com virus i complexos proteics, sismologia de reflexió i en la solució d'equacions diferencials parcials hiperbòliques.

Les projeccions horitzontals a través de la forma donen lloc a un senyal acumulat (barra del mig). El sinograma de la dreta es genera recopilant moltes projeccions a mesura que la forma gira. Aquí, el color s'utilitza per destacar quin objecte està produint quina part del senyal. Tingueu en compte com les característiques rectes, quan s'alineen amb la direcció de projecció, donen lloc a senyals més forts.

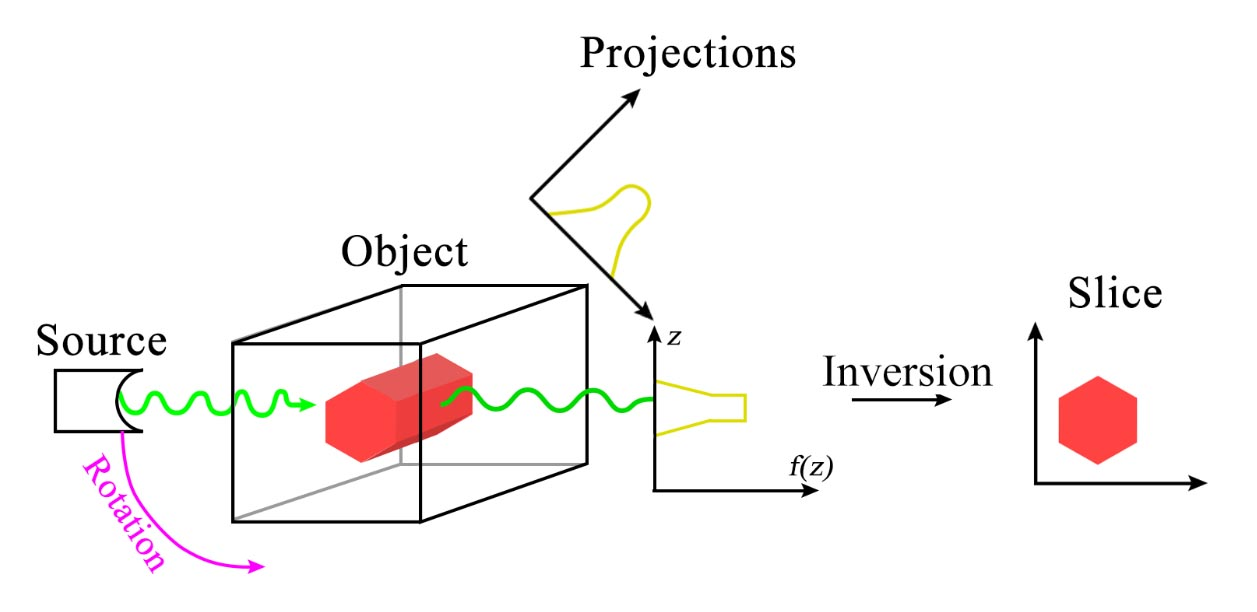
Exemple de reconstrucció mitjançant la transformada de Radon utilitzant observacions des de diferents angles. La inversió aplicada a les dades de projecció reconstrueix la imatge del tall.

## Definició
Sigui {\displaystyle f({\textbf {x}})=f(x,y)} una funció que compleixi les tres condicions de regularitat:
1. {\displaystyle f({\textbf {x}})} és contínua;
2. la integral doble {\displaystyle \iint {\dfrac {\vert f({\textbf {x}})\vert }{\sqrt {x^{2}+y^{2}}}}\,dx\,dy}, estenent-se per tot el pla, convergeix;
3. per a qualsevol punt arbitrari {\displaystyle (x,y)} al pla ho sosté {\displaystyle \lim _{r\to \infty }\int _{0}^{2\pi }f(x+r\cos \varphi ,y+r\sin \varphi )\,d\varphi =0.}

La transformació del Radon, {\displaystyle Rf}, és una funció definida en l'espai de rectes {\displaystyle L\subset \mathbb {R} ^{2}} per la integral de línia al llarg de cada recta com ara:{\displaystyle Rf(L)=\int _{L}f(\mathbf {x} )\vert d\mathbf {x} \vert .}Concretament, la parametrització de qualsevol recta {\displaystyle L} respecte a la longitud de l'arc {\displaystyle z} sempre es pot escriure:
{\displaystyle (x(z),y(z))={\Big (}(z\sin \alpha +s\cos \alpha ),(-z\cos \alpha +s\sin \alpha ){\Big )}\,}on {\displaystyle s} és la distància de {\displaystyle L} des de l'origen i {\displaystyle \alpha } és l'angle al qual el vector normal {\displaystyle L} fa amb l'eix {\displaystyle X}. Es dedueix que les quantitats {\displaystyle (\alpha ,s)} es poden considerar com a coordenades a l'espai de totes les línies {\displaystyle \mathbb {R} ^{2}}, i la transformada de Radon es pot expressar en aquestes coordenades per:
{\displaystyle {\begin{aligned}Rf(\alpha ,s)&=\int _{-\infty }^{\infty }f(x(z),y(z))\,dz\\&=\int _{-\infty }^{\infty }f{\big (}(z\sin \alpha +s\cos \alpha ),(-z\cos \alpha +s\sin \alpha ){\big )}\,dz.\end{aligned}}}De manera més general, en l'espai euclidià n dimensional {\displaystyle \mathbb {R} ^{n}}, la transformada de Radon d'una funció {\displaystyle f} satisfer les condicions de regularitat és una funció {\displaystyle Rf} a l'espai {\displaystyle \Sigma _{n}} de tots els hiperplans a {\displaystyle \mathbb {R} ^{n}}. Es defineix per:
{\displaystyle Rf(\xi )=\int _{\xi }f(\mathbf {x} )\,d\sigma (\mathbf {x} ),\quad \forall \xi \in \Sigma _{n}}on es pren la integral respecte a la mesura de la hipersuperfície natural, {\displaystyle d\sigma } (generalitzant el {\displaystyle \vert d\mathbf {x} \vert } terme de la {\displaystyle 2} -cas dimensional). Observeu que qualsevol element de {\displaystyle \Sigma _{n}} es caracteritza com el lloc de solució d'una equació {\displaystyle \mathbf {x} \cdot \alpha =s}, on {\displaystyle \alpha \in S^{n-1}} és un vector unitari i {\displaystyle s\in \mathbb {R} }. Així el {\displaystyle n} La transformació de Radon -dimensional es pot reescriure com a funció {\displaystyle S^{n-1}\times \mathbb {R} } via:{\displaystyle Rf(\alpha ,s)=\int _{\mathbf {x} \cdot \alpha =s}f(\mathbf {x} )\,d\sigma (\mathbf {x} ).}També és possible generalitzar encara més la transformació del Radon mitjançant la integració {\displaystyle k}-subespais afins dimensionals de {\displaystyle \mathbb {R} ^{n}}. La transformada de raigs X és el cas especial més utilitzat d'aquesta construcció, i s'obté integrant sobre línies rectes.

## Relació amb la transformada de Fourier

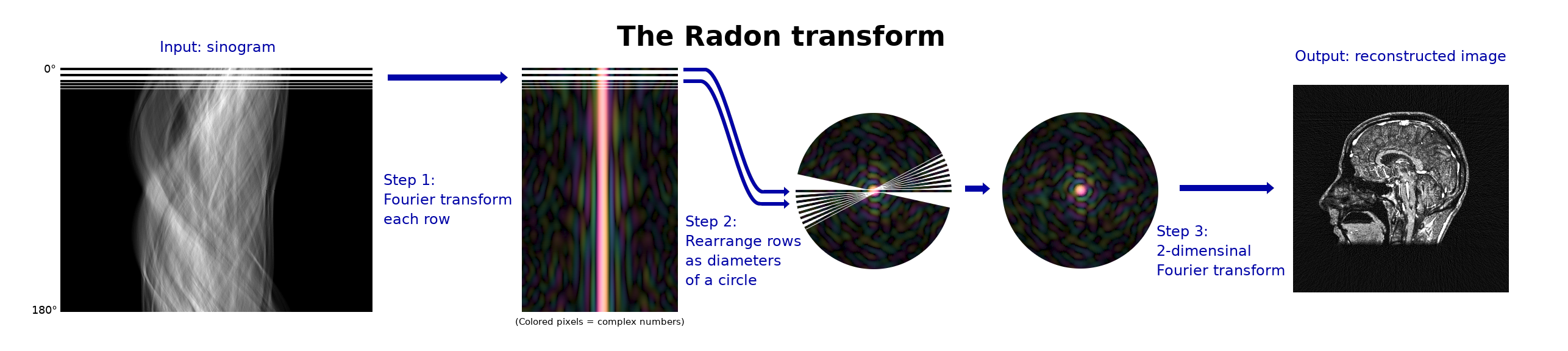
Càlcul de la transformada de Radon bidimensional en termes de dues transformades de Fourier.

La transformada de Radon està estretament relacionada amb la transformada de Fourier. Aquí definim la transformada de Fourier univariada com:{\displaystyle {\hat {f}}(\omega )=\int _{-\infty }^{\infty }f(x)e^{-2\pi ix\omega }\,dx.}Per a una funció de a {\displaystyle 2} -vector {\displaystyle \mathbf {x} =(x,y)}, la transformada de Fourier univariada és:
{\displaystyle {\hat {f}}(\mathbf {w} )=\iint _{\mathbb {R} ^{2}}f(\mathbf {x} )e^{-2\pi i\mathbf {x} \cdot \mathbf {w} }\,dx\,dy.}Per comoditat, denoteu {\displaystyle {\mathcal {R}}_{\alpha }[f](s)={\mathcal {R}}[f](\alpha ,s)}. Aleshores, el teorema del tall de Fourier diu:{\displaystyle {\hat {f}}(r\alpha )=\int _{\mathbb {R} }{\mathcal {R}}f(\alpha ,s)e^{-2\pi isr}\,ds.}{\displaystyle {\widehat {{\mathcal {R}}_{\alpha }[f]}}(\sigma )={\hat {f}}(\sigma \mathbf {n} (\alpha ))}on {\displaystyle \mathbf {n} (\alpha )=(\cos \alpha ,\sin \alpha ).} Així, la transformada de Fourier bidimensional de la funció inicial al llarg d'una línia a l'angle d'inclinació {\displaystyle \alpha } és la transformada de Fourier una variable de la transformada de Radon (adquirida en angle {\displaystyle \alpha } ) d'aquesta funció. Aquest fet es pot utilitzar per calcular tant la transformada de Radon com la seva inversa. El resultat es pot generalitzar en n dimensions:
{\displaystyle {\hat {f}}(r\alpha )=\int _{\mathbb {R} }{\mathcal {R}}f(\alpha ,s)e^{-2\pi isr}\,ds.}